# Acus
Acus là một chi ốc biển, là động vật thân mềm chân bụng sống ở biển trong họ Terebridae, họ ốc dài.
Chi name Acus belongs tới Pisces. Therefore Acus Gray, 1847 is no longer accepted, since nó là một junior homonym của Acus Lacépède, 1803. Its accepted name is now Oxymeris Dall, 1903.

## Các loài
Các loài trong chi Acus gồm có:
- Acus albidus (Gray, 1834)[4]
- Acus areolatus (Link, 1807)[5]
- Acus caledonicus (G.B. Sowerby III, 1909)[6]
- Acus chloratus (Lamarck, 1822)[7]
- Acus concavus[8]: đồng nghĩa của Terebra concava
- Acus crenulatus (Linnaeus, 1758)[9]
- Acus dillwynii (Deshayes, 1859)[10]
- Acus dimidiatus (Linnaeus, 1758)[11]
- Acus fatua (Hinds, 1844)[12]
- Acus felinus (Dillwyn, 1817)
- Acus lineopunctatus Bozzetti, 2008[13]
- Acus maculatus (Linnaeus, 1758)[14]
- Acus senegalensis (Lamarck, 1822)[15]
- Acus strigatus (G.B. Sowerby I, 1825)[16]
- Acus suffusus (Pease, 1889)[17]
- Acus thaanumi (Pilsbry, 1921)[18]
- Acus trochlea (Deshayes, 1857)[19]
- Acus troendlei (Bratcher, 1981)[20]

Các loài được đưa vào đồng nghĩa
- Acus antarcticus E.A. Smith, 1873: đồng nghĩa của Euterebra tristis (Deshayes, 1859)
- Acus assimilis Angas, 1867: đồng nghĩa của Euterebra tristis (Deshayes, 1859)
- Acus bicolor Angas, 1867: đồng nghĩa của Euterebra tristis (Deshayes, 1859)
- Acus concavus (Say, 1826): đồng nghĩa của Terebra concava (Say, 1826)
- Acus dimidiata H. Adams & A. Adams, 1853: đồng nghĩa của Acus dimidiatus (Linnaeus, 1758)
- Acus dislocatus (Say, 1822): đồng nghĩa của Terebra dislocata (Say, 1822)
- Acus eburnea (Hinds, 1844): đồng nghĩa của Perirhoe eburnea (Hinds, 1844)
- Acus rushii Dall, 1889: đồng nghĩa của Terebra rushii (Dall, 1889)

## Hình ảnh

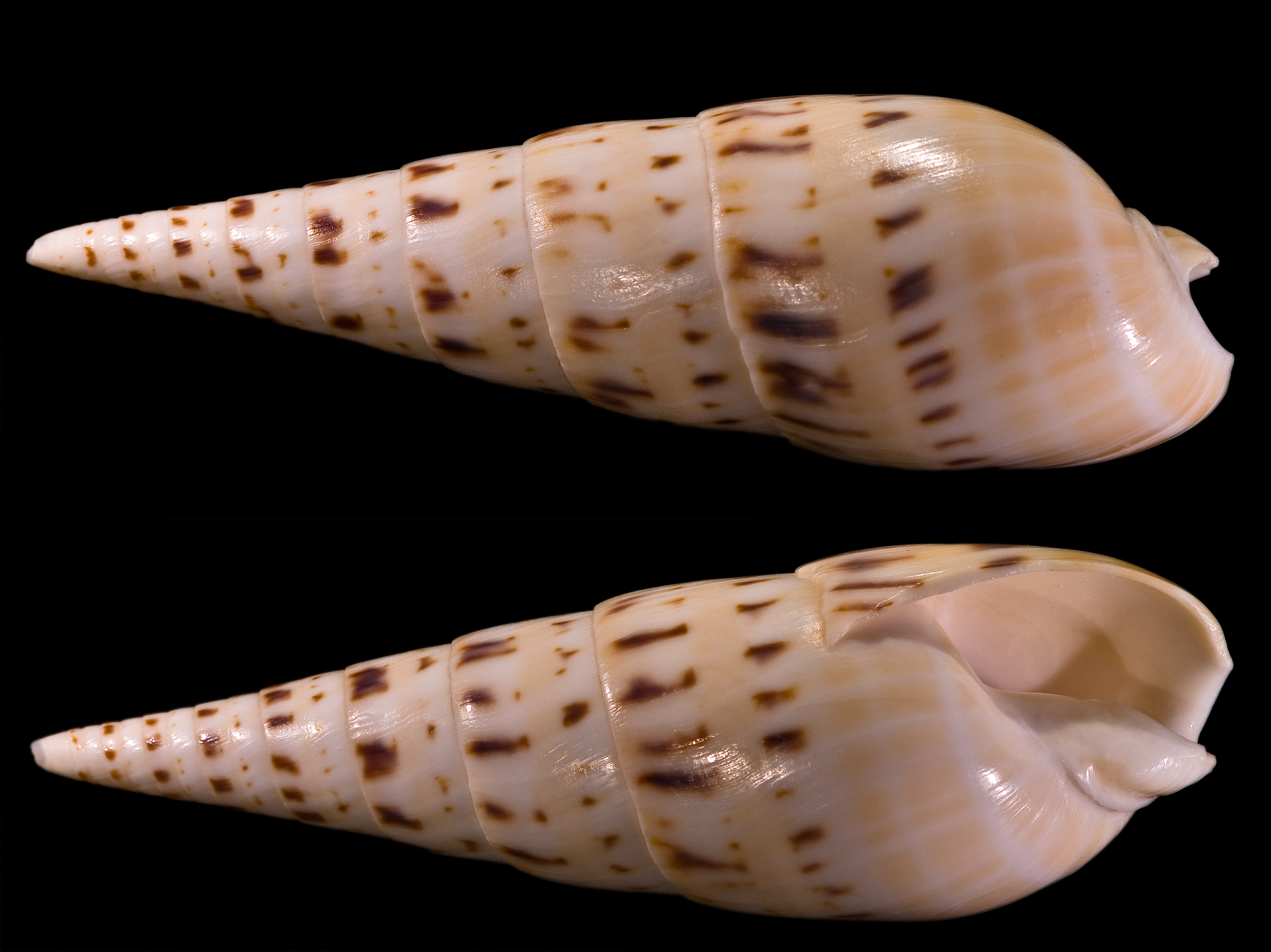